# Eyliac
Eyliac korábbi község Franciaországban, Dordogne megyében. Lakosainak száma 734 fő (2018. január 1.). Eyliac Bassillac, Le Change, Blis-et-Born, Saint-Antoine-d’Auberoche és Saint-Laurent-sur-Manoire községekkel határos.
2017. január 1-jén öt másik korábbi községgel egyesült és az így létrejött Bassillac et Auberoche új község része lett.

## Népesség
A település népességének változása:
| Lakosok száma | 448  | 384  | 431  | 619  | 640  | 750  | 752  | 713  | 718  | 734  |
|               | 1968 | 1975 | 1982 | 1990 | 1999 | 2011 | 2013 | 2015 | 2017 | 2018 |